# Gervans
Gervans é uma comuna francesa na região administrativa de Auvérnia-Ródano-Alpes, no departamento de Drôme. Estende-se por uma área de 3,28 km². Em 2010 a comuna tinha 562 habitantes (densidade: 171,3 hab./km²).